# Unconditionally
"Unconditionally" é uma canção da artista musical estadunidense Katy Perry, contida em seu quarto álbum de estúdio Prism. Foi composta e produzida por Dr. Luke, Max Martin e Cirkut, com o auxílio na escrita pela própria cantora. O seu lançamento como o segundo single do disco ocorreu em 16 de outubro de 2013, através da Capitol Records.

## Antecedentes
Os cantores Katy Perry e John Mayer assumiram publicamente o seu relacionamento em dezembro de 2012, embora tenham sido apontados como casal desde junho daquele ano pelos meios de comunicação de massa. Antes da confissão, os dois já haviam se separado no mês de agosto, e reatado em setembro. Mais tarde, eles terminaram e reconciliaram-se novamente entre março e maio de 2013. Perry e Mayer não restringiram a relação ao pessoal, e colaboraram um no disco do outro. Conforme gravaram um dueto para o quinto álbum de estúdio de Mayer Paradise Valley (2013), a faixa "Who You Love"; este colaborou no disco Prism de Perry, executando a guitarra adicional nas canções "This Moment" e "It Takes Two", bem como dividindo os créditos de composição com ela e Greg Kurstin em "Spiritual".
Nesse meio-tempo, mas precisamente em abril de 2013, a cantora viajou até à ilha de Madagascar como embaixadora da UNICEF no país. A visita teve como propósito atrair a atenção para as precárias condições de vida em que as crianças nativas se encontram, em termos de educação, nutrição, saúde, higiene e saneamento, casos dos quais o órgão fornece auxílio. Lá, a artista frequentou centros de proteção de crianças e de apoio ao ensino infantil, bem como algumas das instituições educacionais do país. Em entrevista à revista Entertainment Weekly, a cantora revelou que a inspiração para compor "Unconditionally" veio parcialmente de seu relacionamento com Mayer e sua viagem filantrópica com a UNICEF, e explicou mais tarde à U On Sunday sobre como sua experiência na África influenciou sua percepção do mundo:
| “ | Eu estava em uma viagem com a UNICEF em Madagascar e foi maravilhoso ver como todas essas pessoas que não tem realmente nada – status social ou posses materiais – ainda tenham um espírito alegre, e um amor e respeito entre si que transcende a importância material. (...) Então indo àquela pequena área me ajudou a redefinir a maneira que penso e trato as pessoas – isso marcou minha mente e meu coração. Aquilo era uma representação do amor incondicional. | ” |

## Lançamento
Em entrevista a MTV News, Perry comentou que o segundo single de Prism, ainda sem confirmar o título, seria diferente de "Roar", complementando: "Eu acho que é uma canção de amor universal que todo mundo poderá se relacionar independente da idade ou do gênero. É a minha faixa favorita do disco." O tema fez a sua estreia nas rádios de todo o mundo em 16 de outubro de 2013 e foi oficialmente enviado para as rádios dos Estados Unidos seis dias mais tarde, acompanhando o lançamento do disco no país. No dia seguinte veio a ser divulgar a faixa nas emissoras radiofônicas da Austrália. Em países europeus, a sua comercialização em formato físico teve lugar na Alemanha em 22 de novembro e, nessa mesma data, adentrou as rádios italianas.

## Composição
Classificada como uma balada poderosa, "Unconditionally" é uma canção power pop de andamento moderadamente acelerado, que incorpora elementos de rock e eletrônica.. Sua instrumentação consiste no uso de bloco sonoro, tambores tribais, baixo, teclado e sintetizadores. De acordo com a partitura publicada pela Kobalt Music Publishing America, Inc., a música está composta na tonalidade de mi menor e no tempo de assinatura comum infundida no metrônomo de cento e vinte e nove batidas por minuto. O alcance vocal da intérprete abrange entre as notas de sol3 à de dó5 Iniciando-se com uma produção eletrônica minimalista, a faixa "explode" durante o refrão com uma forte percussão de tambores tribais, ao passo que Perry corresponde a intensidade da instrumentação cantando poderosamente nas linhas: "Incondicional, incondicionalmente / Eu te amarei incondicionalmente / Não há o que temer agora / Liberte-se e seja livre." Suas letras foram foram consideras "simples", enquanto a musicalidade foi analisada como "épica".
Liricamente, trata-se sobre amar alguém e comprometer-se a aceitar todas as suas imperfeições, como descrito pela própria. A mensagem de amor incondicional não é exclusiva à relacionamentos amorosos e pode ser representada de todas as formas, incluindo entre familiares. A cantora explicou para a Entertainment Weekly sobre a acepção lírica: "(...) a música ensina-te a não ser tão auto-consciente, você não tem que temer, porque todos têm seus defeitos. Ninguém nasce livre de problemas. Todos têm suas imperfeições e você também nunca será perfeito, e aceitar e compreender isso, especialmente em um relacionamento, abre espaço para um amor verdadeiro e genuíno."

## Vídeo musical
Perry filmou o vídeo musical oficial de "Unconditionally" em Londres no mês de outubro de 2013. Durante- o pré-show do evento beneficente We Can Survive, a cantora respondeu a algumas perguntas feitas por seus fãs via Twitter, e entre uma destas ela revelou que a produção audiovisual foi parcialmente inspirada pelo filme Ligações Perigosas, de 1988.

### Vídeo lírico
O vídeo lírico da música foi disponibilizado no serviço Vevo em 18 de outubro de 2013. Filmado em uma cinematografia preta e branca pela diretora Aya Tanimura, a gravação conta com a participação das modelos Janell Shirtcliff e Erika Linder. Durante a trama, Shirtcliff dubla "apaixonadamente" a canção para Linder, ambas as artistas estão nuas. À medida que as letras flutuam na tela em direção a Erika, esta demonstra-se triste e inquieta e olha fixamente para a frente, como se fosse incapaz de processar as promessas feitas por sua parceira no gancho da música. As duas só são apresentadas no mesmo frame no final do vídeo.
Lucas Villa, do Examiner, notou que "ao invés de um casal heterossexual, Perry optou por apresentar uma mulher cantando a balada para outra mulher", complementando que "o clipe captura a paixão por detrás da performance de Katy em 'Unconditionally'. O amor é universal e ela transmite essa mensagem através deste poderoso vídeo lírico." Amy Sciarretto, do Pop Crush, comentou: "É simples, porém é forte. As duas atrizes (...) carregam muita emoção em seus olhos e na linguagem corporal no decorrer da produção."

## Faixas e formatos
| CD single |                                  |         |  |
| N.º       | Título                           | Duração |  |
| 1.        | "Unconditionally"                | 3:48    |  |
| 2.        | "Unconditionally" (instrumental) | 3:48    |  |

## Créditos
Lista-se abaixo os profissionais envolvidos na elaboração de "Unconditionally", de acordo com o encarte do álbum Prism:
| - Katy Perry: vocal principal, vocal de apoio, composição - Dr. Luke: composição, produção, instrumentos e programação - Max Martin: composição, produção, instrumentos e programação - Cirkut: composição, produção, instrumentos e programação - Serban Ghenea: mixagem - Peter Carlsson: engenharia - Clint Gibbs: engenharia - Sam Holland: engenharia | - Michael Ilbert: engenharia - Eric Eylands: assistente de engenharia - Rache Findlen: assistente de engenharia - Justin Fox: assistente de engenharia - Cory Bice: assistente de engenharia - John Hanes: engenharia de mixagem - Irene Richter: coordenação de produção |

## Desempenho nas tabelas musicais
| Tabela musical (2013–14)                                      | Melhor posição |
| ------------------------------------------------------------- | -------------- |
| Alemanha (Media Control Charts)                               | 22             |
| Austrália (ARIA Charts)                                       | 11             |
| Áustria (Ö3 Austria Top 40)                                   | 16             |
| Bélgica (Ultratop 50 de Flandres)                             | 49             |
| Bélgica (Ultratop 40 da Valônia)                              | 26             |
| Brasil (Brasil Hot 100 Airplay)                               | 53             |
| Brasil (Brasil Hot Pop Songs)                                 | 20             |
| Canadá (Canadian Hot 100)                                     | 13             |
| Coreia do Sul (Gaon Music Chart)                              | 9              |
| Escócia (The Official Charts Company)                         | 24             |
| Eslováquia (IFPI Slovenská Republika)                         | 11             |
| Espanha (Productores de Música de España)                     | 40             |
| Estados Unidos (Billboard Hot 100)                            | 14             |
| Estados Unidos (Hot Dance Club Songs)                         | 1              |
| Estados Unidos (Pop Songs)                                    | 8              |
| Estados Unidos (Adult Pop Songs)                              | 10             |
| Estados Unidos (Adult Contemporary)                           | 17             |
| França (Syndicat National de l'Édition Phonographique)        | 38             |
| Irlanda (Irish Recorded Music Association)                    | 27             |
| Itália (Federazione Industria Musicale Italiana)              | 6              |
| Líbano (The Official Lebanese Top 20)                         | 6              |
| México (Mexico Airplay)                                       | 17             |
| Nova Zelândia (Recording Industry Association of New Zealand) | 26             |
| Países Baixos (MegaCharts)                                    | 53             |
| Reino Unido (UK Singles Chart)                                | 25             |
| Chéquia (IFPI Česká Republika)                                | 12             |
| Polônia (Związek Producentów Audio Video)                     | 17             |
| Suécia (Sverigetopplistan)                                    | 48             |
| Suíça (Schweizer Hitparade)                                   | 27             |
| Venezuela (Record Report)                                     | 13             |

| País                  | Certificação |
| --------------------- | ------------ |
| Austrália (ARIA)      | Platina      |
| Estados Unidos (RIAA) | 2× Platina   |
| Itália (FIMI)         | Ouro         |

## Histórico de lançamento
| País           | Data                   | Formato                      | Gravadora  |
| -------------- | ---------------------- | ---------------------------- | ---------- |
| Mundo          | 16 de outubro de 2013  | Estréia nas rádios           | Capitol    |
| Estados Unidos | 22 de outubro de 2013  | Rádio mainstream             | Capitol    |
| Austrália      | 23 de outubro de 2013  | Rádio mainstream             | Universal  |
| Estados Unidos | 5 de novembro de 2013  | Rádio hot adult contemporary | Capitol    |
| Alemanha       | 22 de novembro‎ de 2013 | CD single                    | Capitol    |
| Itália         | 22 de novembro‎ de 2013 | Rádio mainstream             | Universal  |
| Reino Unido    | 16 de dezembro de 2013 | Rádio mainstream             | Virgin EMI |